# Стефанович Михайло Павлович
Миха́йло Па́влович Стефано́вич (2 лютого 1898, Київ — 5 серпня 1970, Київ) — оперний співак-бас і режисер, родом з Києва, закінчив Київську консерваторію (1922). З 1919 року соліст оперних театрів Києва, Одеси, Харкова, з 1933 — Пермі, Саратова. Народний артист УРСР.
Основні партії: Дон Базіліо («Севільський цирульник» Дж.-А. Россіні), Борис Ґодунов (в однойменній опері М. Мусорґського). Тарас Бульба (в однойменній опері М. Лисенка), Кочубей («Мазепа» П. Чайковського).
1947 — 54 режисер і мистецький керівник Київського Державного Театру Опери і Балету. М. Стефанович автор монографій про Д. Гнатюка (1961), М. Донця (1965), П. Білинника, І. Паторжинського (1960) книги «Київський Академічний Театр Опери й Балету» (1961) та популярного нарису «Що таке театр».